# イギリスツーリングカー選手権
イギリスツーリングカー選手権（British Touring Car Championship ）は、イギリスで毎年行われるツーリングカーレースのシリーズである。略称はBTCC。
1991年からBRAC有限会社のTOCAが主催している。
DTM（ドイツツーリングカー選手権）のように国外でイベントを開催するようなことは無いものの、FIAや国外の車両規定に影響をしばし与えており、独自の存在感と歴史を持ったレースシリーズである。

## 歴史
1958年にイギリスサルーンカー選手権（British Saloon Car Championship ）として開始され、以後何度ものルール変更を経てきた。1960年代後半から1970年代にかけてはFIAグループ1またはグループ2規定、1980年代にはグループA規定の車両で争った。この頃までの選手権は、排気量別にクラス分けされた車両が混走し、しかもクラスごとに与えられたポイントで全クラスが単一のチャンピオンシップを争う形式だった。つまり個々のレースで一度も総合優勝をしていない小排気量クラスの車がシリーズチャンピオンになる可能性もあり、観客のタイトル争いへの興味を失わせることにもなった。たとえば1980年代にはクリス・ホジェッツがトヨタ・カローラで2度チャンピオンを獲得したが、ほとんどのレースではより大排気量の車が総合結果では勝っていた。フォード・シエラ・コスワースRS500がレースを制していた時代も、クラスB（全日本のディヴィジョン2相当）のBMW・M3に乗るフランク・シトナー（Frank Sytner ）や、より小排気量のクラスC（同じくディヴィジョン3相当）のボクスホール・アストラに乗るジョン・クレランドがシリーズタイトルを獲得した。
1990年からは排気量を統一した"2.0Lフォーミュラ"で争われることになった。この規格は後に、グループAを代替するカテゴリを探していたFIAが"スーパーツーリング（ツーリングカークラスII）"として施行し、世界各国に広められることになる。
この規定改訂に前後して、1987年にシリーズは現在の名称になった。1991年にはTOCAが運営に就き、マニュファクチャラーズ選手権が開始され、1992年にはインディペンデント選手権も開幕し、現在のBTCCの原型が出来上がった。
スーパーツーリングは多くのマニュファクチャラーの興味を惹き、一時は10社を数えるワークスチームが参戦した。しかし競争の激しさによるコスト高騰や規則変更をめぐっての反発などから短期間で撤退が相次ぎ、2000年にはフォード・ボクスホール・ホンダの3社だけが残る形となった。反省したTOCAは、2001年からグループNに小規模な改造を施す"スーパープロダクション"をベースに、新たに低コストな独自規定の"BTCツーリング"を導入した。全長4.1m以上の2ドアクーペというこの規定は後にアジアツーリングカーシリーズやドイツツーリングカーカップでも導入され、スーパーツーリングに続き国際的な規格となった。
同じくスーパープロダクションをベースとしたスーパー2000規定も2002年にFIAにより施行され、BTCCには2004年から導入された。ボクスホール一強となってしまったBTCツーリングよりも、WTCC（世界ツーリングカー選手権）との互換性を持ち車種も豊富なスーパー2000規定の方が台数を増やした。TOCAはスーパー2000への完全移行を望んだが、BTCツーリング規定の車両も根強く採用され続けたため、2つの異なる規定が並び立つ時代が続いた。

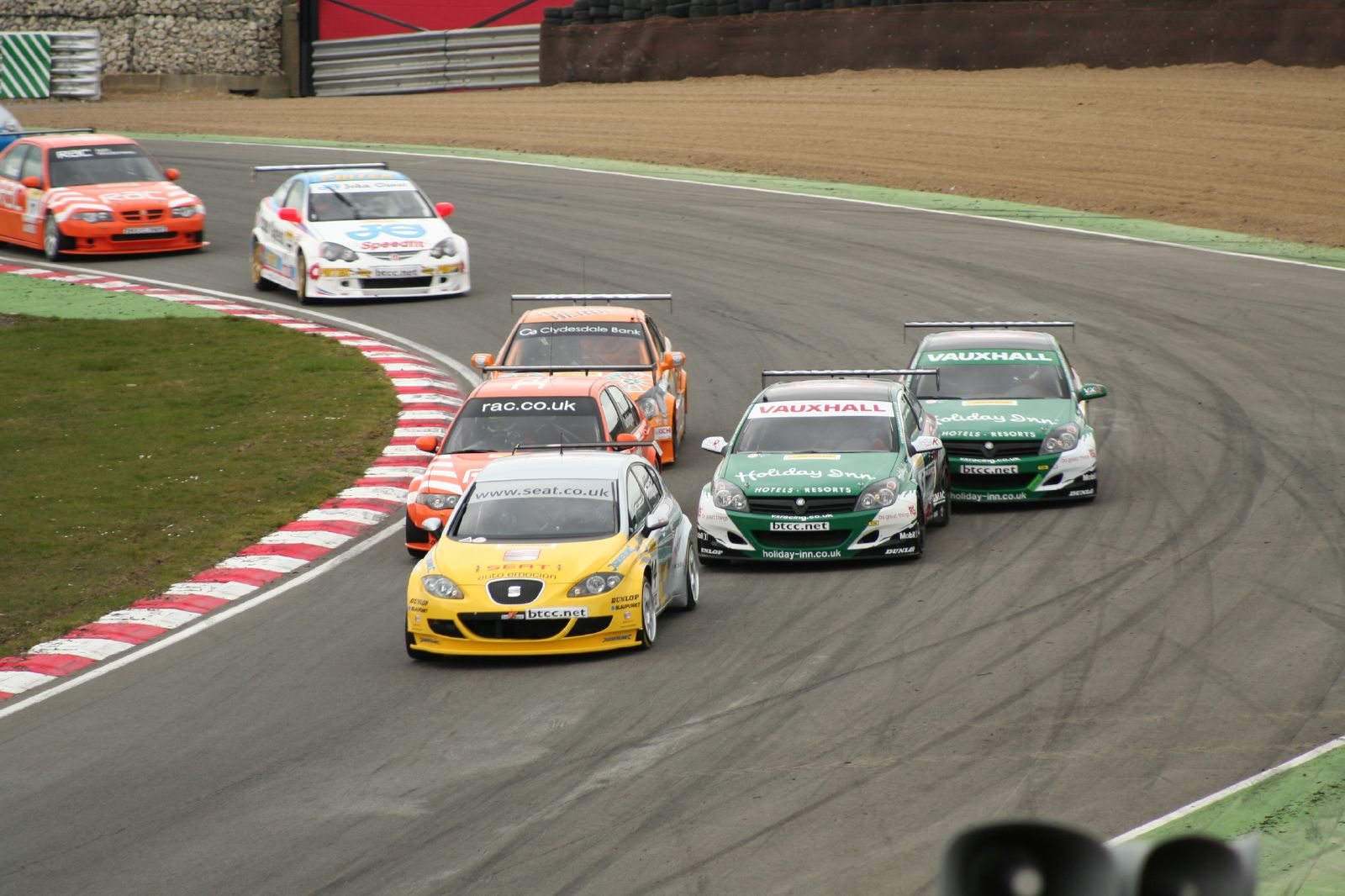
2006年 ブランズ・ハッチでのBTCC

この頃は低燃費の車両を奨励するために、様々な燃料の使用を認めていた。2004年からマルディグラ・モータースポーツは、LPガス仕様のシビックタイプRやプジョー・406クーペで参戦した。2005年にはテック=スピード・モータースポーツが型落ちのワークス車、ボクスホール・アストラをバイオエタノール仕様に改造して投入している。2006年にはカート・ワールドのオーナードライバーの ジェイソン・ヒューズ もバイオエタノール仕様のMG・ZSで出場し、後にはウェスト・サリー・レーシングのコリン・ターキントンとロブ・コラード、プジョー・307を駆るリチャード・マーシュも追従した。このうちヒューズだけが2007・2008年シーズンもバイオエタノール車での参戦を継続した。2010年シーズンはAONレーシングがLPガス仕様のフォード・フォーカスSTで参戦している。
スーパー2000には姉妹規定となる、ディーゼルエンジン規定の「ディーゼル2000」があり、これの参戦も認められた。2007年にはAFMレーシングのリック・ケリーがBMW・120d E87で出場した。2008年にはワークスチームとして初めて、セアトスポーツUKチームが当時WTCCを席巻していたディーゼルターボ仕様のセアト・レオンを投入している。
ステーションワゴンによる参戦が多いのも特徴で、事例としては1994年のボルボ（850）、2014年のホンダ（シビックツアラー）、2016～2019年のスバル（レヴォーグ）がある。
2011年からはより低コストなNGTC（Next Generation Touring Car）という新規格が試験的に導入され、2014年に完全移行。2022年から統一のハイブリッドシステムも導入された（後述）。

### インディペンデントチームの活躍

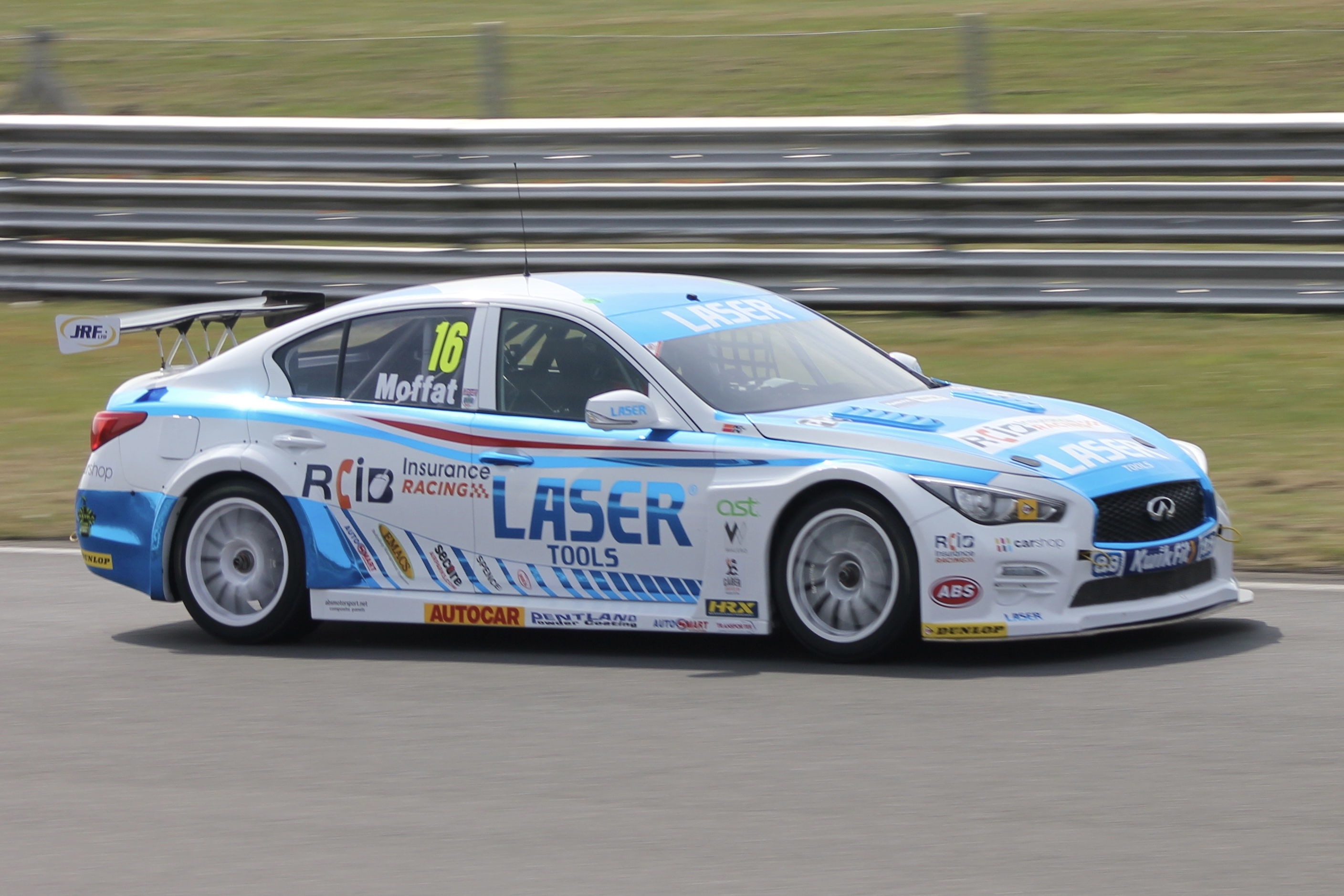
インフィニティ・Q50

BTCCを戦うレーシングチームは、メーカーが運営するワークスチーム（マニュファクチャラー）と、チームRAC、チーム・ダイナミクス、モーターベース といったインディペンデントチーム（プライベーター）の2種類に分けられ、賞典も別個に用意されている。
1999年、スーパーツーリング規定で行われていた時代にチーム・ダイナミクスとマット・ニールは日産・プリメーラを駆ってインディペンデントチーム初のレース総合優勝をドニントン・パークで果たし、賞金250,000ポンドを獲得している。
2000年代の安価で改造範囲の狭いBTCツーリング/スーパー2000の導入は、1990年代のスーパーツーリング時代に比べるとメーカー系ワークスチームやイギリス国外からのドライバーは減少したものの、参戦障壁が下がったことで多くのインディペンデント系チーム・個人の参加を呼び込むようになった。彼らはメーカー系ワークスチームから型落ちの車両を買い取り、「元ワークス」車で参戦、そこそこの成功を収めるようになった。
2005年にはチーム・ダイナミクスのニールがホンダ・インテグラを駆って、インディペンデントチーム初の総合ドライバーズ/チームズチャンピオンに輝いた。BTCCで初めてとなる年間30レース全完走を記録し、ボクスホールの5年連続ドライバーズ/チーム/マニュファクチャラーズチャンピオンを阻止した。翌2006年もニールとチーム・ダイナミクスはシリーズを制したが、2007年はイタリアのファブリツィオ・ジョヴァナルディによってボクスホールがタイトルを奪還した。
ニールのシリーズ連覇、そして2007年シーズンより投入したスーパー2000仕様のホンダ・シビックタイプRはチーム自身が設計・制作を行っていることから、チーム・ダイナミクスはインディペンデントチームとは見なされず、しかしワークスでもない「コンストラクターチーム」という特殊な立ち位置が唯一与えられ、ワークス選手権・インディペンデント選手権ともに参加することができなかった。
ワークスチームは00年半ばから、一部例外を除いて地元英国のボクスホールのみの参戦が続いていたが、2009年シーズン終了をもって撤退。入れ替わりに2010年からはWTCCにも参戦していたボクスホールの親会社のシボレー（RMLが運営）、ホンダ（チーム・ダイナミクスが運営）の2メーカーがワークス参戦を開始した。
NGTC規定が導入された後、2011～2014年までワークスはホンダとMGの2社のみであったが、その後はインフィニティ（日産）、BMW、スバル、ボクスホール、トヨタなどが入れ替わり立ち替わりしつつ、年に3〜5メーカーがワークスとして参戦した。2022年時点ではフォード、ヒョンデ、トヨタ、ホンダ、BMWの5社となっている。
2020、2021年のドライバーズチャンピオンは、インディペンデントチームのインフィニティをドライブしたアシュリー・サットンであった。

## 車両規定

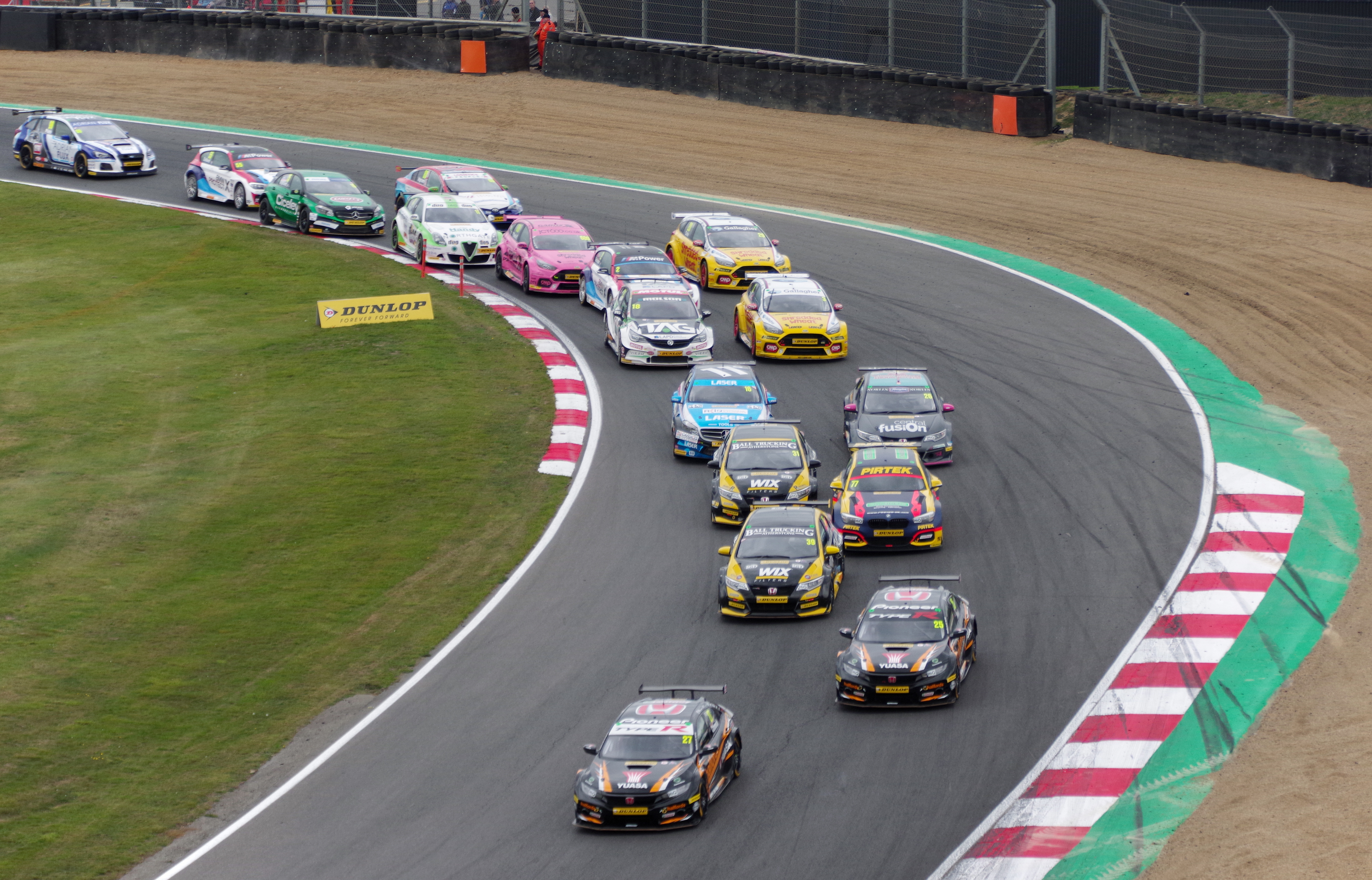
2018年ブランズハッチ戦。ホンダ、BMW、ボクスホール、メルセデス、フォード、アルファロメオ、トヨタ、スバルの姿が確認できる。なおこの年のワークスは4チームのみである

現行のNGTC規定は低コスト化・性能均衡化を強く意識したもので、10万ポンド（約1,500万円）でシャーシが作れるように電装系やブレーキ、サスペンション、ギアボックス、クラッチ、ロールケージ、リアウィング、さらにはモノコック前後のサブフレームに至るまで多くの部品を共通化している。エンジンは同一グループ内の生産車由来のものか、スウィンドン・レースエンジンズが製造・供給する「TOCA-BTCCエンジン」のどちらかを選択する。スペックは300馬力程度を想定した2,000ccターボに統一され、そのターボチャージャーも使用できるのはオーウェン・ディベロップメント製のもののみである。タイヤもダンロップのワンメイクとなっている。
ベース車両にできるのは、全長4.4m以上の2～5ドア車。駆動形式は元々前輪駆動車のみの予定であったが、一部のチームの意向を汲み後輪駆動車も可とされた。またベース車両が四輪駆動の場合は二輪駆動に換装する必要があるが、この場合は前後どちらを駆動するかを選べる。
2010年にトヨタ・アベンシス（セダン）のNGTCテスト車両がデモランを行い、2011年から本格的に導入された。低コストで導入できるため、多数のインディペンデントチームが様々なブランドの車両で参戦した。
2022年からはコスワースが独占供給する、システム定格60Vのハイブリッドシステムが導入されるほか、統一エンジンの供給元がMスポーツへ変更される。こちらはトヨタ・カローラスポーツが試験車両として採用されている。
以前は重量物によるサクセスバラストが用いられていたが、ハイブリッドシステム導入後はサクセスバラストを廃止する代わり、モーターの出力（ブースト）を使用できる時間や周回数によって戦闘力の均衡が行われることとなった。
ちなみにNGTC規定はスカンディナビアン・ツーリングカー選手権（STCC）にも2012年から採用されていたが、2017年にTCR規定に取って代わられている。そのため今後TCRの人気の高まり次第では、BTCCもTCR規定に変わる可能性が指摘されていた時期があった。

## レース形式
レースウィークエンドの土曜日、2回のプラクティスセッションに続いて30分間の予選セッションが行われ、日曜日の第1レースのスターティンググリッドを決めることになる。
それぞれのレースは16周から25周程度（コース長による）で行われ、第1レースの結果により第2レースのスターティンググリッドが決まる（勝者がポールポジション）。
第3レースではリバースグリッドを採用している。風変わりなリバースグリッド制度であり、どこまでのポジションが逆順になるかは第2レース後に抽選で決められる。6から10までの番号が付けられたホイールを回し、例えば7で止まれば1位から7位までのグリッドが逆順になり、8位以降は第2レースの順位通りのグリッドからスタートすることになる。ホイールを回すのは第2レースの勝者の役目である。ただし最終戦でその勝者にタイトル獲得の可能性がある場合は除外される。
2005年までは、第3レースのリバースグリッドは1 - 10位が逆順になるように固定化されていた。ポールポジション狙いのために故意に10位を狙うドライバーもいたため、このルールは物議を醸した。グリッド後方の速いドライバーがオーバーテイクする様を楽しめるという意見がある一方、グリッド順位を上げるためにわざと他車に抜かせる等の行為が見られ、モーター「スポーツ」としての純粋さが失われることに苦言を述べる者もいた。また第2レースのフィニッシュ間際に急激にスローダウンし、後続車に強制的にオーバーテイク「させる」といった危険な行為も問題になった。以上のような状況を受けて、2006年シーズンからは現在の抽選制リバースグリッドに変更された。

## ポイントシステム

### 現在のポイントシステム
| Race | 1  | 2  | 3  | 4  | 5  | 6  | 7 | 8 | 9 | 10 | 11 | 12 | 13 | 14 | 15 |
| R1   | 20 | 17 | 15 | 13 | 11 | 10 | 9 | 8 | 7 | 6  | 5  | 4  | 3  | 2  | 1  |
| R2   | 20 | 17 | 15 | 13 | 11 | 10 | 9 | 8 | 7 | 6  | 5  | 4  | 3  | 2  | 1  |
| R3   | 20 | 17 | 15 | 13 | 11 | 10 | 9 | 8 | 7 | 6  | 5  | 4  | 3  | 2  | 1  |

### 2011年までのポイントシステム
| 順位     | 1  | 2  | 3  | 4 | 5 | 6 | 7 | 8 | 9 | 10 |
| ポイント | 15 | 12 | 10 | 8 | 6 | 5 | 4 | 3 | 2 | 1  |
| -------- | -- | -- | -- | - | - | - | - | - | - | -- |

以下は過去・現在ともに共通。
- 各レースでファステストラップを記録したドライバーには1ポイントが与えられる。
- 各レース中1周でもラップリーダーになったドライバーにはボーナスとして1ポイントが与えられる。ただし何周リードしても1人1ポイントが上限。
- 土曜日の予選セッションでポールポジションを獲得したドライバーにもボーナスとして1ポイントが与えられる。

## 近年のチャンピオン
現在はシーズンごとに5つのチャンピオンシップが設定されている。総合ドライバーズチャンピオンはシーズン中最多ポイントを獲得したドライバーに与えられる。
1992年以降はインディペンデントドライバーズチャンピオンも設定され、非ワークスチームのうちポイント最上位となるドライバーに与えられるようになった。さらには総合チームチャンピオン、メーカー（マニュファクチャラー）チャンピオン、2004年からはインディペンデントチームチャンピオンも設定されている。
| 年   | 総合                                              | 総合           | 総合                                                  | インディペンデント                          | インディペンデント                                                  |
| 年   | ドライバーズ                                      | メイクス       | チームズ                                              | ドライバーズ                                | チームズ                                                            |
| ---- | ------------------------------------------------- | -------------- | ----------------------------------------------------- | ------------------------------------------- | ------------------------------------------------------------------- |
| 1990 | ロブ・グラヴェット （フォード）                   | Not held       | Not held                                              | Not held                                    | Not held                                                            |
| 1991 | ウィル・ホイ （BMW）                              | BMW            | Not held                                              | Not held                                    | Not held                                                            |
| 1992 | ティム・ハーベイ （BMW）                          | ボクスホール   | Not held                                              | ジェイムズ・ケイ （トヨタ）                 | Not held                                                            |
| 1993 | ヨアヒム・ヴィンケルホック （BMW）                | BMW            | Not held                                              | マット・ニール （BMW）                      | Not held                                                            |
| 1994 | ガブリエル・タルキーニ （アルファロメオ）         | アルファロメオ | Not held                                              | ジェイムズ・ケイ （トヨタ）                 | Not held                                                            |
| 1995 | ジョン・クレランド （ボクスホール）               | ルノー         | ボクスホール・スポーツ                                | マット・ニール （フォード）                 | Not held                                                            |
| 1996 | フランク・ビエラ （アウディ）                     | アウディ       | アウディ・スポーツUK                                  | リー・ブルックス （トヨタ）                 | Not held                                                            |
| 1997 | アラン・メニュ （ルノー）                         | ルノー         | ウィリアムズ・ルノー                                  | ロブ・グラヴェット （ホンダ）               | Not held                                                            |
| 1998 | リカルド・リデル （ボルボ）                       | 日産           | ボーダフォン・日産・レーシング                        | トミー・ラスタット （ルノー）               | Not held                                                            |
| 1999 | ローレン・アイエロ （日産）                       | 日産           | ボーダフォン・日産・レーシング                        | マット・ニール （日産）                     | Not held                                                            |
| 2000 | アラン・メニュ （フォード）                       | フォード       | フォード・チーム・モンデオ                            | マット・ニール （日産）                     | Not held                                                            |
| 2001 | ジェイソン・プラト （ボクスホール）               | ボクスホール   | ボクスホール・モータースポーツ （ボクスホール）       | Not held                                    | Not held                                                            |
| 2002 | ジェームス・トンプソン （ボクスホール）           | ボクスホール   | ボクスホール・モータースポーツ （ボクスホール）       | ダン・イーブス （プジョー）                 | Not held                                                            |
| 2003 | イヴァン・ミュラー （ボクスホール）               | ボクスホール   | VXレーシング （ボクスホール）                         | ロブ・コラード （ボクスホール）             | Not held                                                            |
| 2004 | ジェームス・トンプソン （ボクスホール）           | ボクスホール   | VXレーシング （ボクスホール）                         | アンソニー・レイド （MG）                   | Not held                                                            |
| 2005 | マット・ニール （ホンダ）                         | ボクスホール   | チーム・ハルフォーズ （ホンダ）                       | マット・ニール （ホンダ）                   | チーム・ハルフォーズ （ホンダ）                                     |
| 2006 | マット・ニール （ホンダ）                         | セアト         | チーム・ハルフォーズ （ホンダ）                       | マット・ニール （ホンダ）                   | チーム・ハルフォーズ （ホンダ）                                     |
| 2007 | ファブリツィオ・ジョヴァナルディ （ボクスホール） | ボクスホール   | セアト・チームUK                                      | コリン・ターキントン （BMW）                | チームRAC （BMW）                                                   |
| 2008 | ファブリツィオ・ジョヴァナルディ （ボクスホール） | ボクスホール   | VXレーシング （ボクスホール）                         | コリン・ターキントン （BMW）                | Team RAC （BMW）                                                    |
| 2009 | コリン・ターキントン （BMW）                      | ボクスホール   | VX Racing （ボクスホール）                            | コリン・ターキントン （BMW）                | Team RAC （BMW）                                                    |
| 2010 | ジェイソン・プラト （シボレー）                   | ホンダ         | ホンダ・レーシング・チーム                            | トム・チルトン （フォード）                 | チームAon （フォード）                                              |
| 2011 | マット・ニール （ホンダ）                         | ホンダ         | ホンダ・レーシングチーム                              | ジェームス・ナッシュ （ボクスホール）       | トリプル8・レーシング （ボクスホール）                              |
| 2012 | ゴードン・シェーデン （ホンダ）                   | ホンダ         | ホンダ・ユアサ・レーシングチーム                      | アンドリュー・ジョーダン （ホンダ）         | パーテック・レーシング （ホンダ）                                   |
| 2013 | アンドリュー・ジョーダン （ホンダ）               | ホンダ         | ホンダ・ユアサ・レーシングチーム                      | アンドリュー・ジョーダン （ホンダ）         | パーテック・レーシング （ホンダ）                                   |
| 2014 | コリン・ターキントン （BMW）                      | MG             | eベイ・モータース （BMW）                             | コリン・ターキントン （BMW）                | eベイ・モータース （BMW）                                           |
| 2015 | ゴードン・シェーデン （ホンダ）                   | ホンダ         | チームBMR RCIBインシュアランス （フォルクスワーゲン） | コリン・ターキントン （フォルクスワーゲン） | チームBMR RCIBインシュアランス（フォルクスワーゲン）                |
| 2016 | ゴードン・シェーデン （ホンダ）                   | BMW            | チームJCT600withガードX （BMW）                       | アンドリュー・ジョーダン （フォード）       | モーターベース・パフォーマンス （フォード）                         |
| 2017 | アシュリー・サットン （スバル）                   | BMW            | チームBMW                                             | トム・イングラム （トヨタ）                 | スピードワークス・モータースポーツ （トヨタ）                       |
| 2018 | コリン・ターキントン （BMW）                      | BMW            | チームBMW                                             | トム・イングラム （トヨタ）                 | スピードワークス・モータースポーツ （トヨタ）                       |
| 2019 | コリン・ターキントン （BMW）                      | BMW            | ハルフォールズ・ユアサ・レーシング（ホンダ）          | ロリー・ブッチャー （ホンダ）               | コブラ・スポーツ・AmD （ホンダ）                                    |
| 2020 | アシュリー・サットン （インフィニティ）           | BMW            | レーザー・ツールズ・レーシング （インフィニティ）     | アシュリー・サットン （インフィニティ）     | レーザー・ツールズ・レーシング （インフィニティ）                   |
| 2021 | アシュリー・サットン （インフィニティ）           | BMW            | レーザー・ツールズ・レーシング （インフィニティ）     | アシュリー・サットン （インフィニティ）     | レーザー・ツールズ・レーシング （インフィニティ）                   |
| 2022 | トム・イングラム （ヒョンデ）                     | BMW            | NAPAレーシングUK （フォード）                         | ジョシュ・クック （ホンダ）                 | リッチエナジーBTCレーシング （ホンダ）                              |
| 2023 | アシュリー・サットン （フォード）                 | フォード       | NAPAレーシングUK （フォード）                         | ジョシュ・クック （ホンダ）                 | ワン・モータースポーツ with スターライン・レーシング （ホンダ）     |
| 2024 | ジェイク・ヒル （BMW）                            | BMW            | NAPAレーシングUK （フォード）                         | アロン・テイラー＝スミス （ボクスホール）   | エバンス・ハルショー・パワー・マキシド・レーシング （ボクスホール） |

### プロダクションクラス
2000年から2003年の間に開催されていた、プロダクション（市販車無改造）クラス。
| 年   | プロダクション                 | プロダクション                         |
| 年   | ドライバーズ                   | チームズ                               |
| ---- | ------------------------------ | -------------------------------------- |
| 2000 | アラン・モリソン（プジョー）   | Not held                               |
| 2001 | サイモン・ハリソン（プジョー） | GRモータースポーツ（フォード）         |
| 2002 | ジェームズ・ケイ（ホンダ）     | シンクロ・モータースポーツ（ホンダ）   |
| 2003 | ルーク・ハインズ（ホンダ）     | バーウェル・モータースポーツ（ホンダ） |

### ジャック・シアーズ・トロフィー
BTCC初のチャンピオンである、ジャック・シアーズに由来する賞典。
2013年はスーパー2000車両のドライバー、2014年はスタートから最も大きく順位を上げたドライバー、2015年からはルーキー、シリーズ60周年の2018年以降はシーズン開幕時点で総合の表彰台や本トロフィーを獲得したことのないドライバーにそれぞれ参加資格が与えられている。
| 年   | ジャック・シアーズ・トロフィー         | ジャック・シアーズ・トロフィー |
| 年   | ドライバーズ                           | チームズ                       |
| ---- | -------------------------------------- | ------------------------------ |
| 2013 | リー・ウッド（ボクスホール）           | Not awarded                    |
| 2014 | デイブ・ニューシャム（フォード）       | Not awarded                    |
| 2015 | ジョシュ・クック（シボレー）           | Not awarded                    |
| 2016 | アシュリー・サットン（MG）             | Not awarded                    |
| 2017 | セナ・プロトコル（ボクスホール）       | Not awarded                    |
| 2018 | ダン・カミッシュ（ホンダ）             | Not awarded                    |
| 2019 | ロリー・ブッチャー（ホンダ）           | Not awarded                    |
| 2020 | マイケル・クリース（ホンダ）           | Not awarded                    |
| 2021 | ダン・ロウボトム（ホンダ）             | Not awarded                    |
| 2022 | ボビー・トンプソン（クプラ）           | Not awarded                    |
| 2023 | アンドリュー・ワトソン（ボクスホール） | Not awarded                    |
| 2024 | マイキー・ダブル（ボクスホール）       |                                |

## 日本車勢の活躍
1980年代以降、多くの日本車が各チャンピオンシップを制している。
1980・1981年はトム・ウォーキンショー・レーシング （TWR）のウィン・パーシーがサバンナ・RX-7でドライバーズチャンピオンを制したのがその最初である。パーシーは続く1982年にもトヨタ・カローラ（E70型）でドライバーズチャンピオン3連覇を果たした。1986年・1987年にはAE86型のカローラクーペGT（日本名カローラレビン）がクリス・ホジェッツの手にドライバーズチャンピオンをもたらしている。なおこの時期は三菱もスタリオンで参戦していた。
その後トヨタは1991〜1995年にコロナでワークス参戦したが、総合タイトル獲得には至らなかった。一方インディペンデント・クラスではカリーナが1992年、カリーナEが1994・1996年にチャンピオンとなっている。1996年はトムスの英国法人（トムスGB）とチーム・ブルックスとのジョイント体制によるものであった。2001年のレクサス・IS（アルテッツァ）もインディペンデント勢最上位であったが、エントラント不足で選手権自体が開催されていなかった。
日産は1991年からプリメーラでワークス参戦を開始し、1998年はマニュファクチャラー、チームズチャンピオン。1999年にはローレン・アイエロがドライバーズチャンピオンとなった。また同時に日産はマツダとトヨタが為しえなかったチーム部門とマニュファクチャラー部門での連覇を達成した。現在はインディペンデントチームが、インフィニティブランドでQ50を走らせている。2020年と2021年にアシュリー・サットンがドライバーズを獲得した（活動の詳細は日産・プリメーラ#モータースポーツを参照）
ホンダは1997年からアコードでワークス参戦を開始し多くの勝利を挙げ、チャンピオンシップでも上位に入った。2002年から新たにシビックタイプRが、以降フルモデルチェンジを繰り返しつつ現在までの主力となっている。チーム運営は長らくチーム・ダイナミクスが担っている。休止期間を挟みつつもスーパーツーリング時代からNGTCまで活動を続け、ホンダは今日までに7回のドライバーズタイトルと5回のマニュファクチャラーズタイトルを獲得しており、BTCC史上最もBTCCにコミットし、かつ成功した日本車メーカーとなっている。ホンダは2023年末時点でBTCC通算196勝を挙げている。
2016年からはチームBMRが英国スバルの支援を受け、空力面での有利を鑑みてステーションワゴンのスバル・レヴォーグを採用しマニュファクチャラーとして参戦。2年目の2017年に早くもアシュリー・サットンがドライバーズタイトルを獲得した。4年間の参戦後、2019年終了を持ってスバルの支援終了とともにレヴォーグも撤退となった。
2019年には英国トヨタが、長年アベンシスを採用していたスピードワークス・モータースポーツを支援し、カローラスポーツでワークス復帰した。

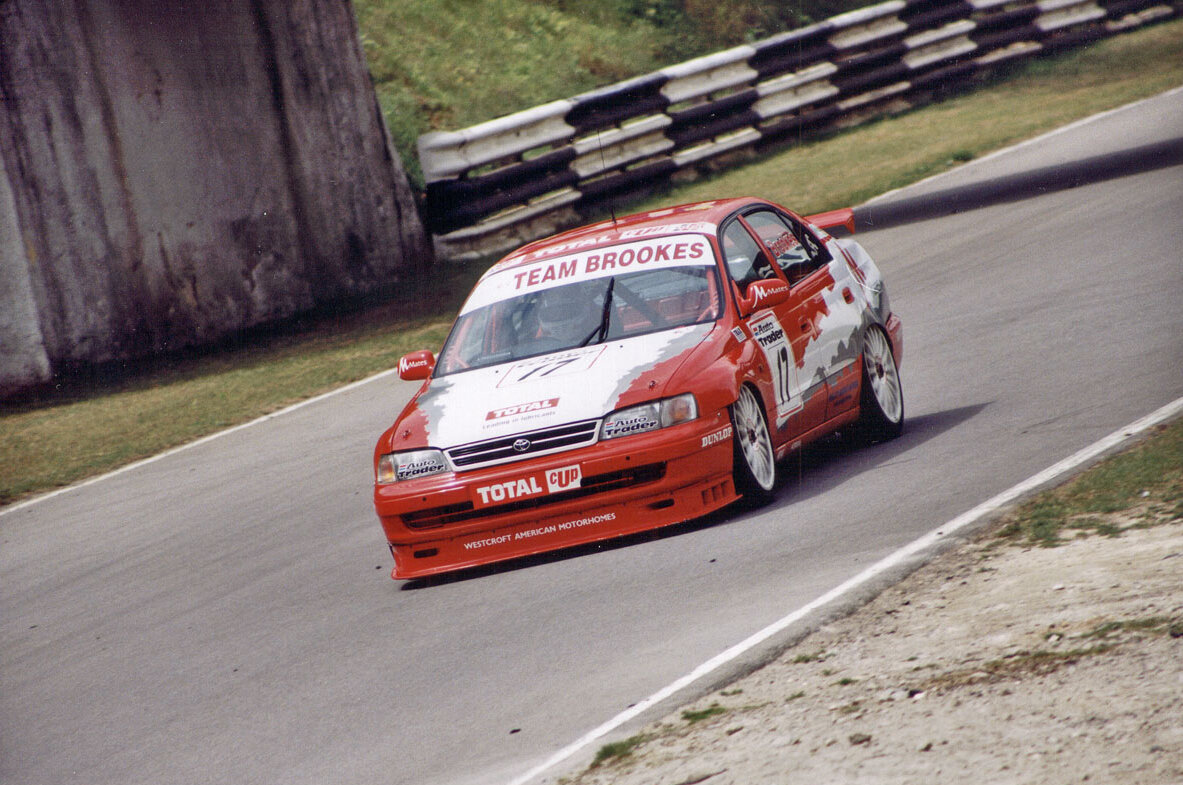
1996年 トヨタ・カリーナ（リー・ブルックス、Brookes Motorsport）
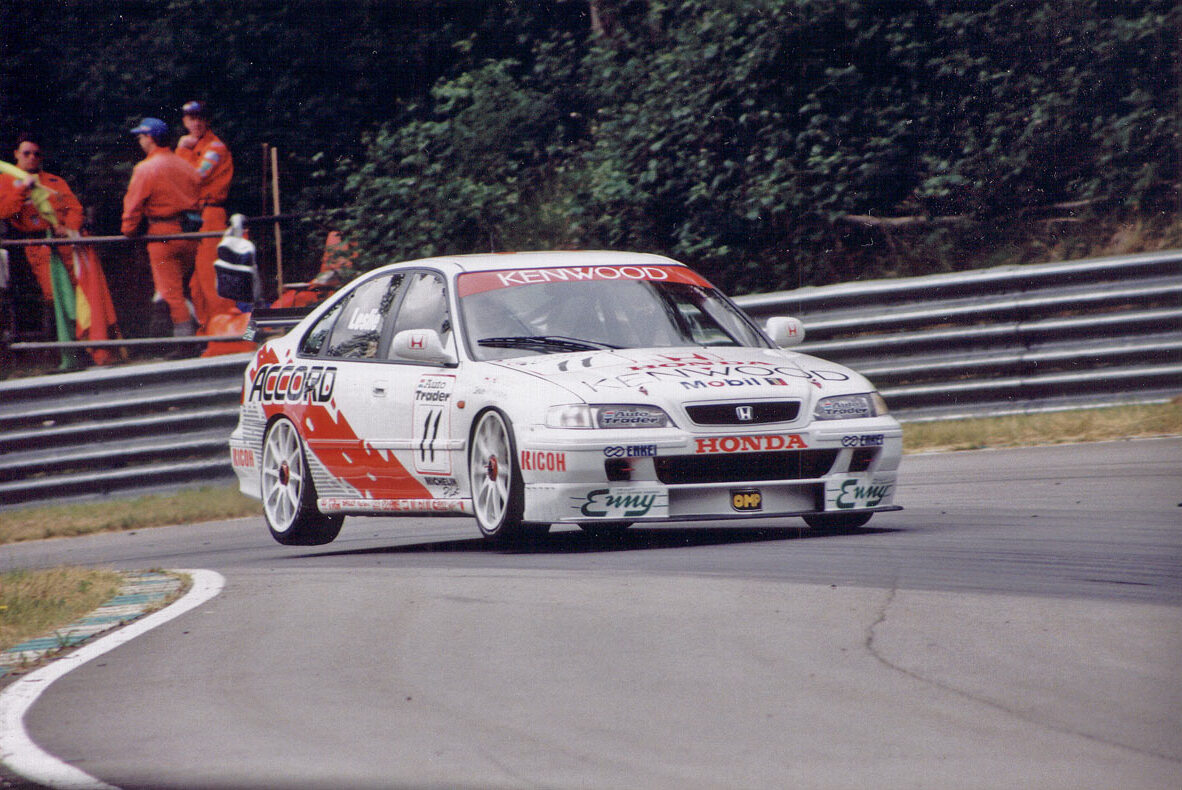
1996年 ホンダ・アコード （デイビッド・レズリー、Honda Team MSD）
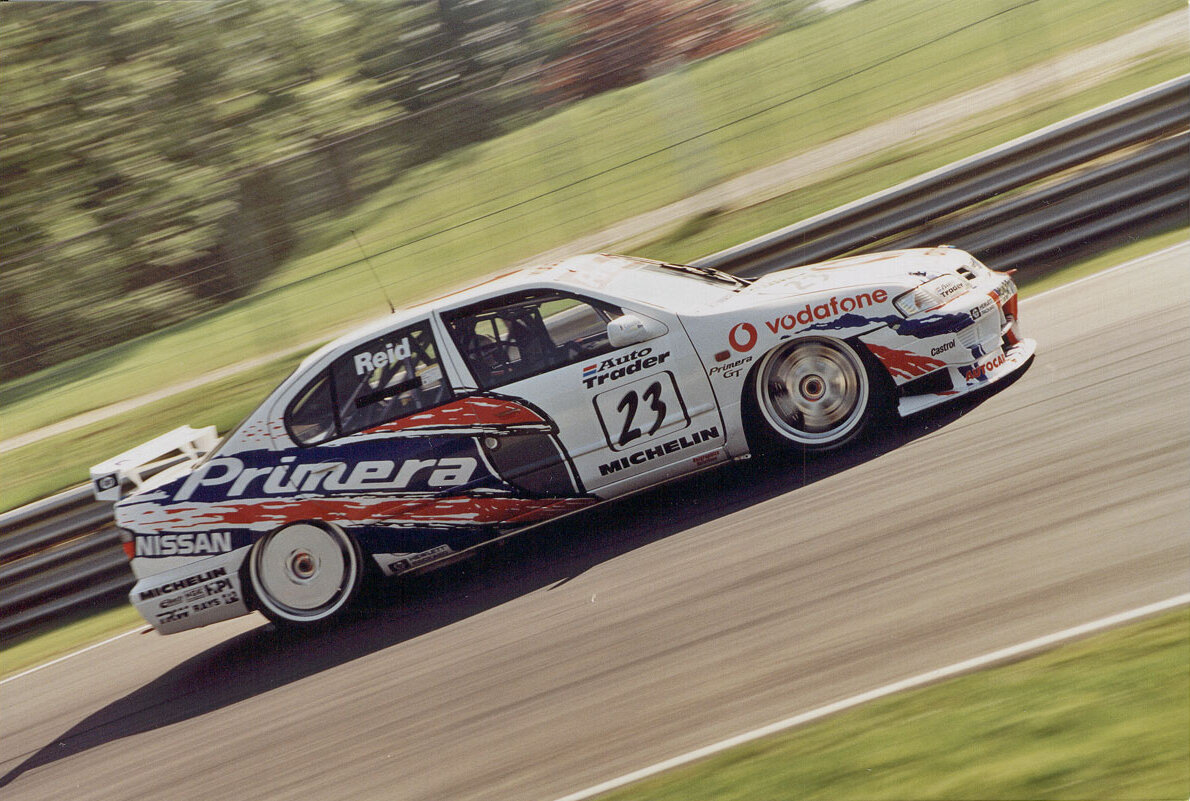
1998年 ニッサン・プリメーラ（アンソニー・レイド、ボーダフォン・ニッサン・レーシング）
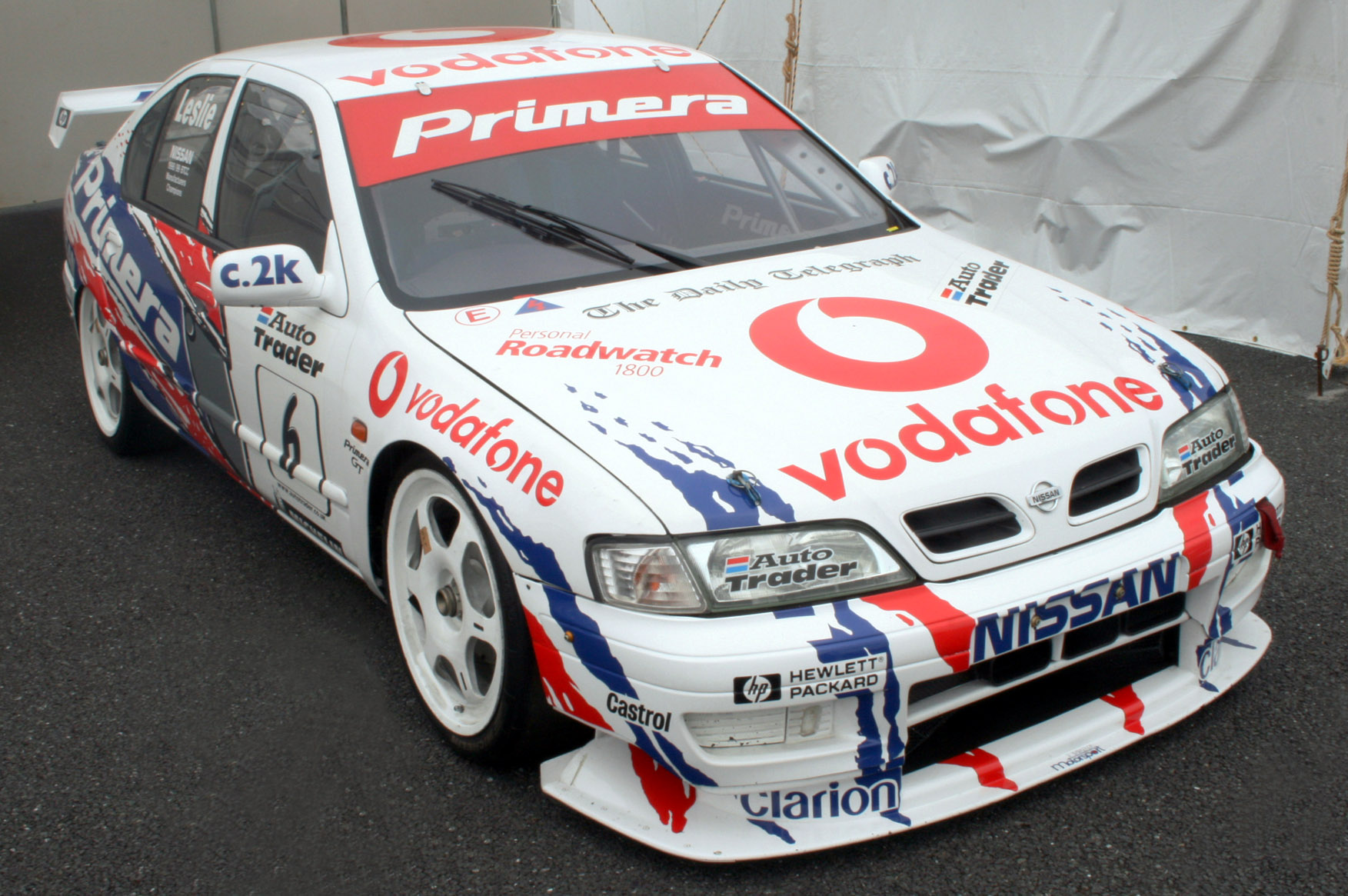
1999年 ニッサン・プリメーラ（デイビッド・レズリー、ボーダフォン・ニッサン・レーシング）
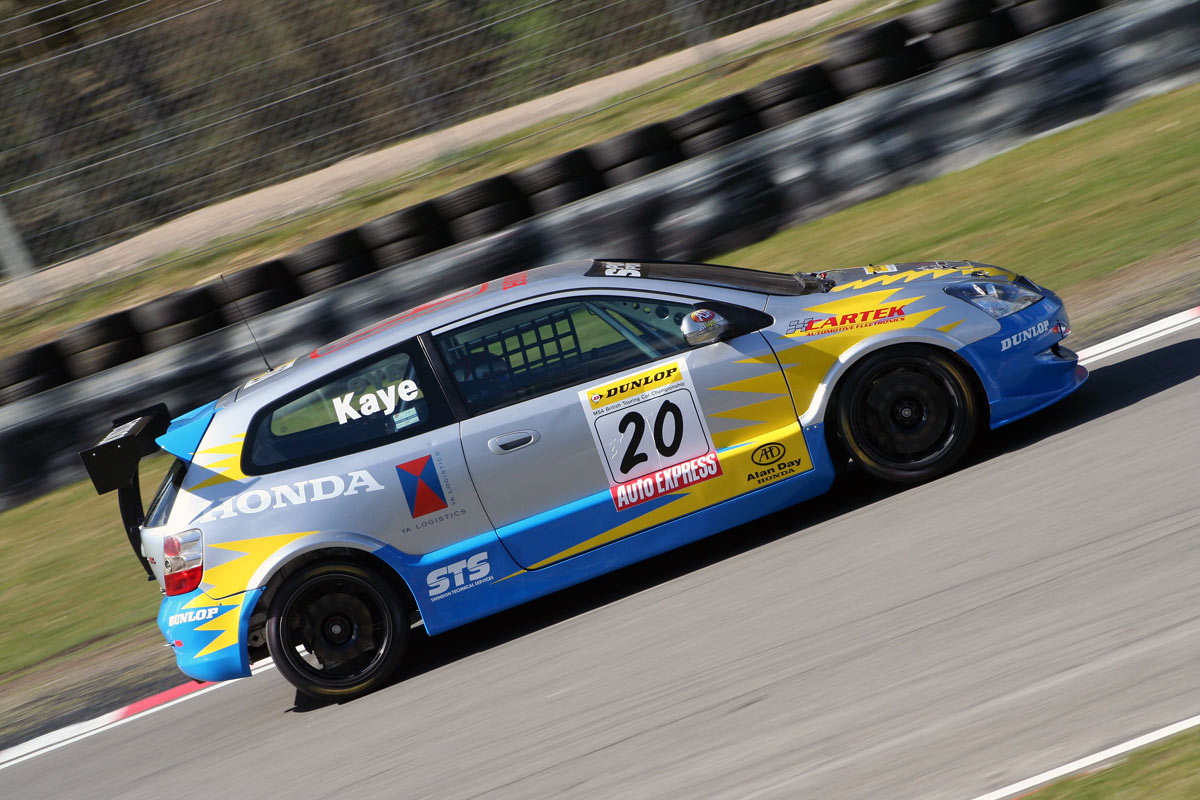
2006年 ホンダ・シビックタイプR（ジェイムズ・ケイ、Synchro Motorsport）
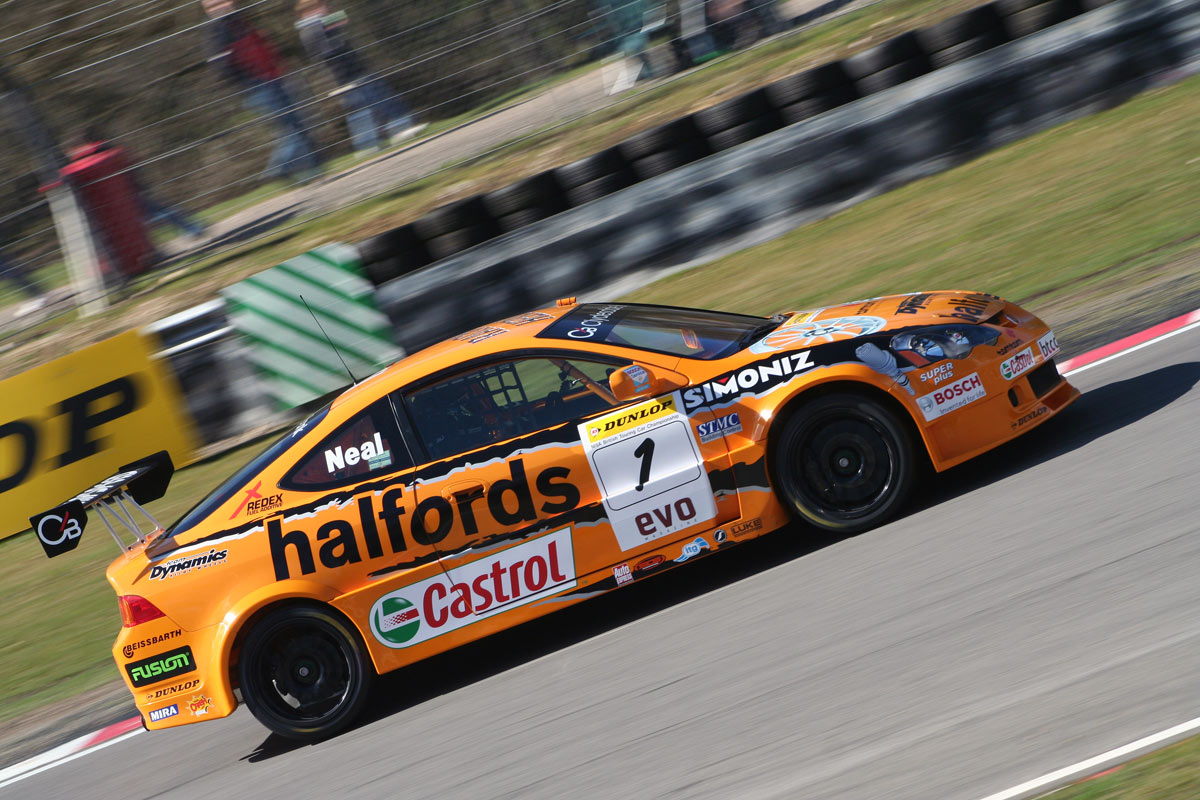
2006年 ホンダ・インテグラ（マット・ニール、Team Halfords）
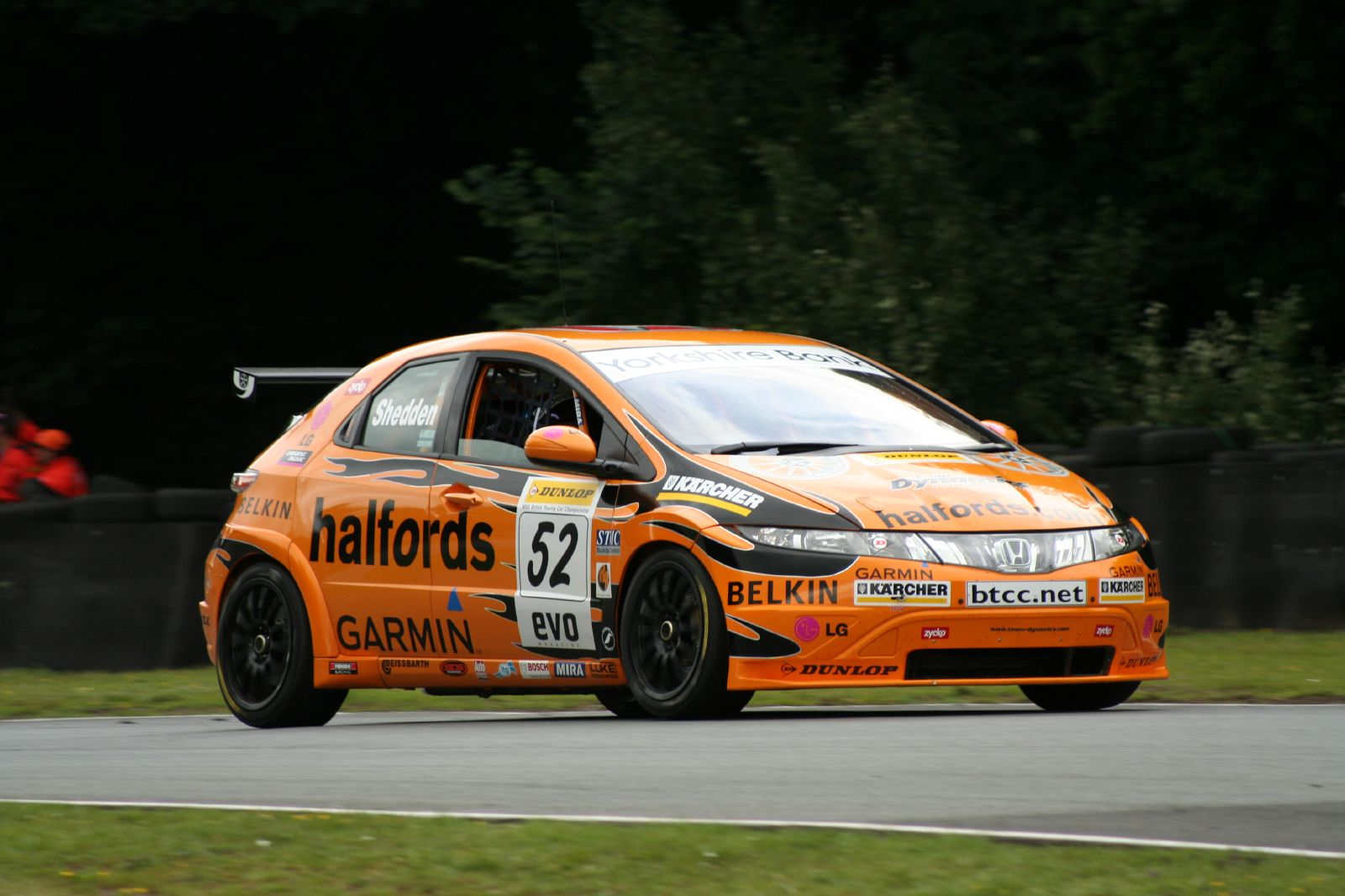
2007年 ホンダ・シビックタイプR（Gordon Shedden、Team Halfords）
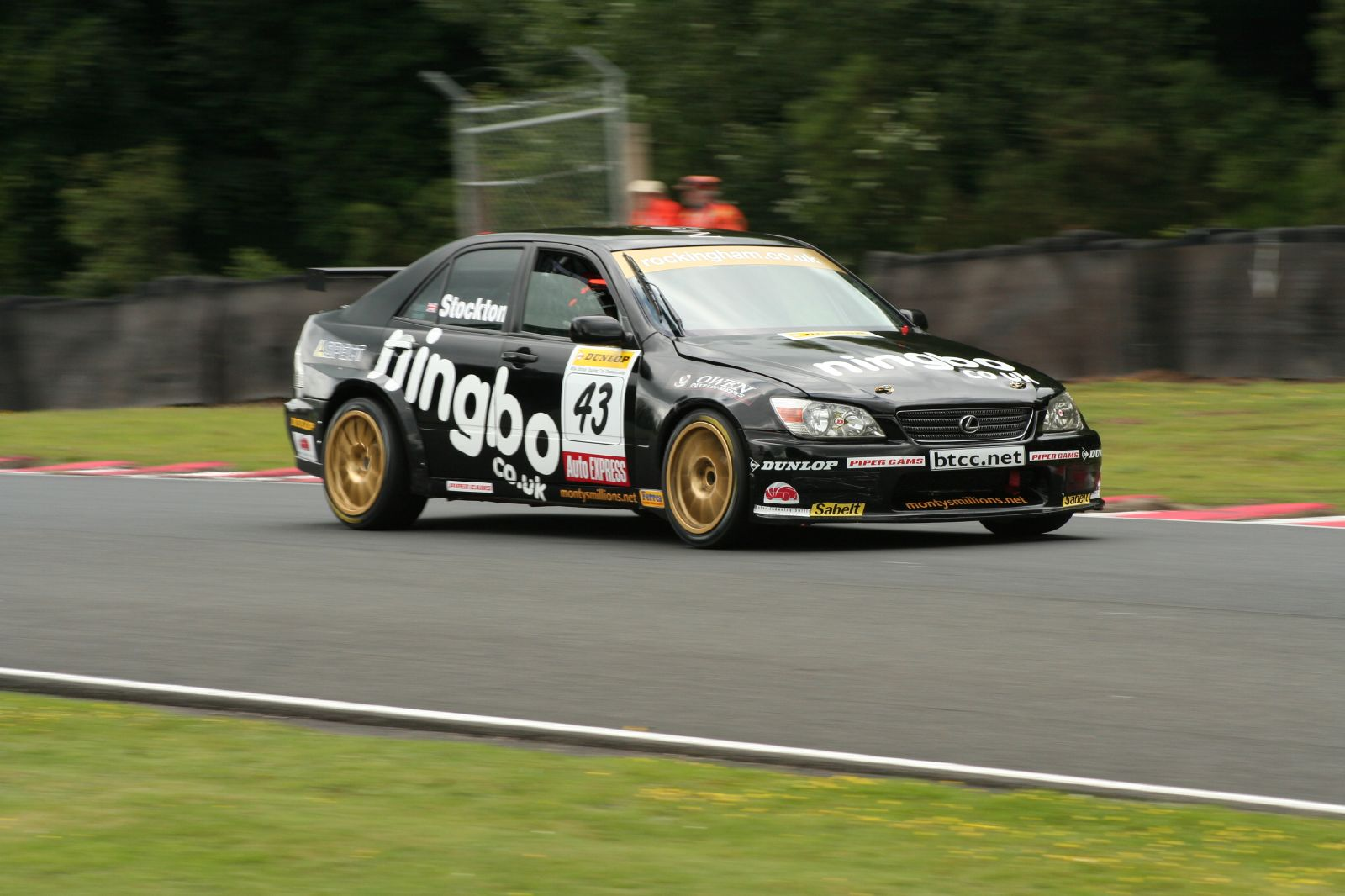
2007年 レクサス・IS200（Chris Stockton、BTC Racing）
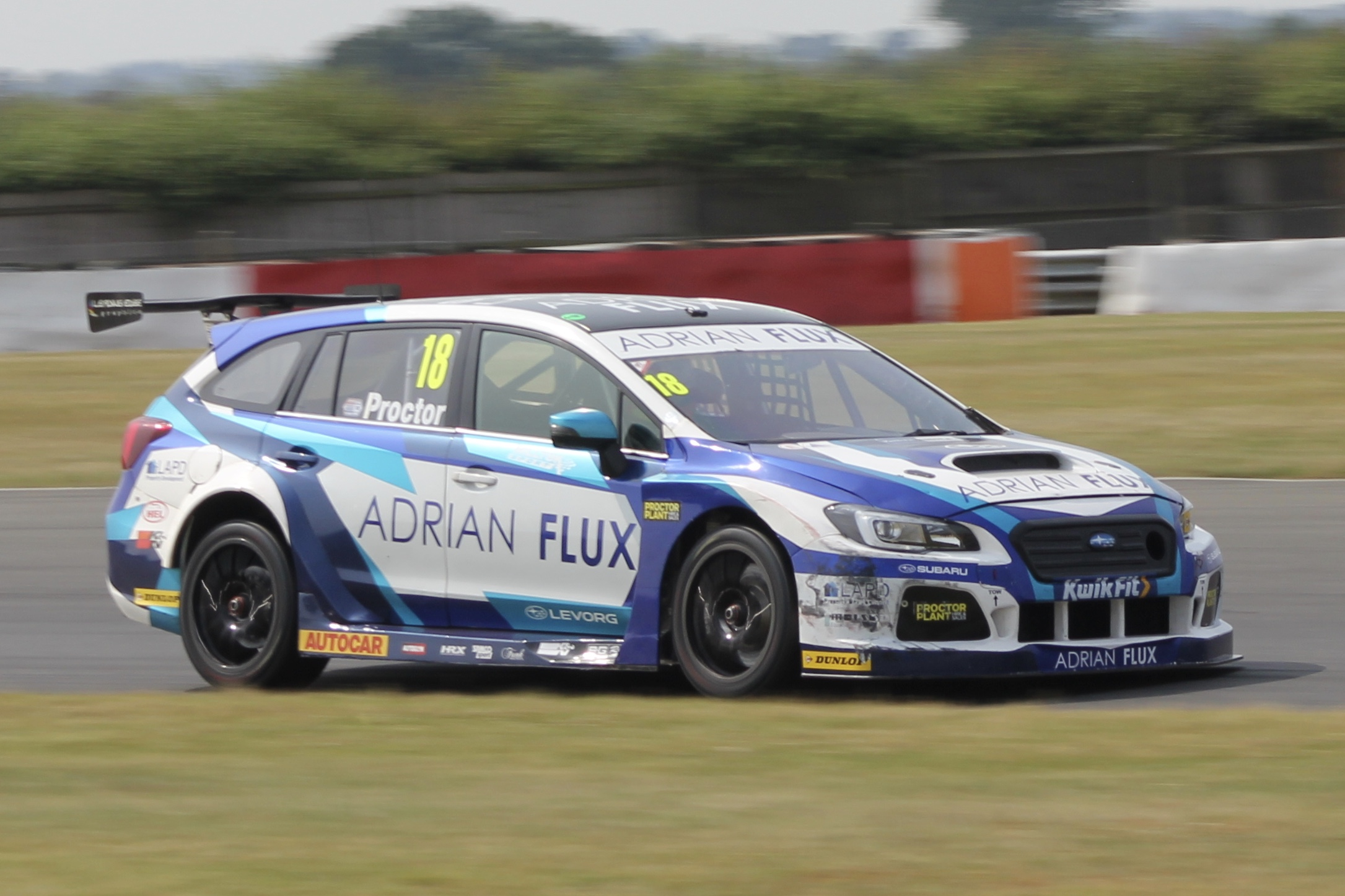
2019年 スバル・レヴォーグ（Senna Proctor,Team BMR）
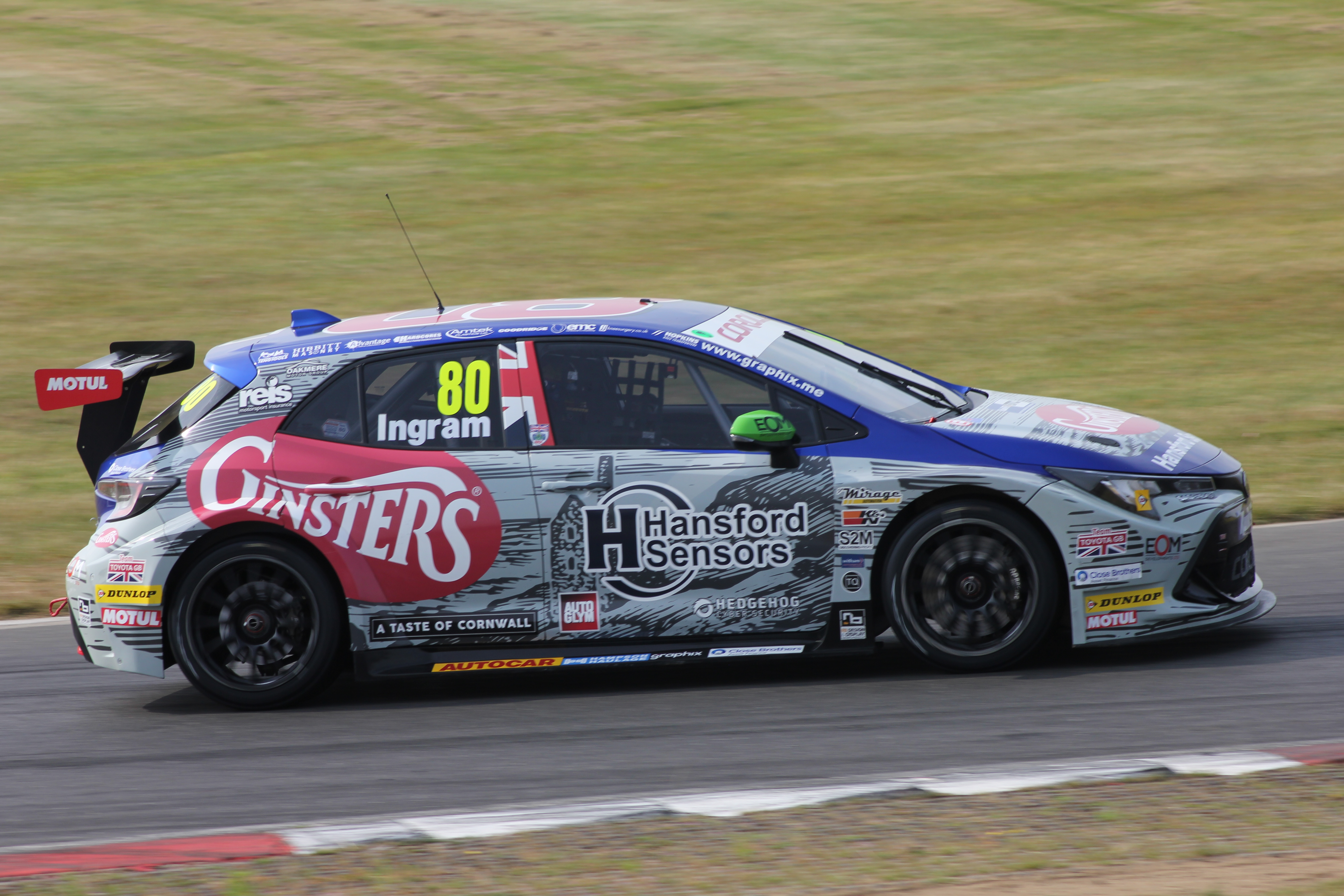
2019年 トヨタ・カローラスポーツ（Tom Ingram, Speedworks Motorsports）